# Cincinnatia
Cincinnatia là một chi ốc nước ngọt rất nhỏ, động vật thân mềm chân bụng có mài sống trong môi trường nước ngọt trong họ Hydrobiidae, ốc bùn.

## Các loài
Các loài thuộc chi Cincinnatia bao gồm: 
- Crystal siltsnail, Cincinnatia helicogyra
- Ichetucknee siltsnail, Cincinnatia mica
- Enterprise siltsnail, Cincinnatia monroensis
- Pygmy siltsnail, Cincinnatia parva
- Ponderous siltsnail, Cincinnatia ponderosa
- Seminole siltsnail, Cincinnatia vanhyningi
- Wekiwa siltsnail, Cincinnatia wekiwae
- Cincinnatia cincinnatiensis
- Cincinnatia comalensis
- Cincinnatia floridana
- Cincinnatia fraterna
- Cincinnatia integra (Say, 1821)[2]
- Cincinnatia peracuta
- Cincinnatia petrifons
- Cincinnatia winkleyi